# ソーラースポーツライン

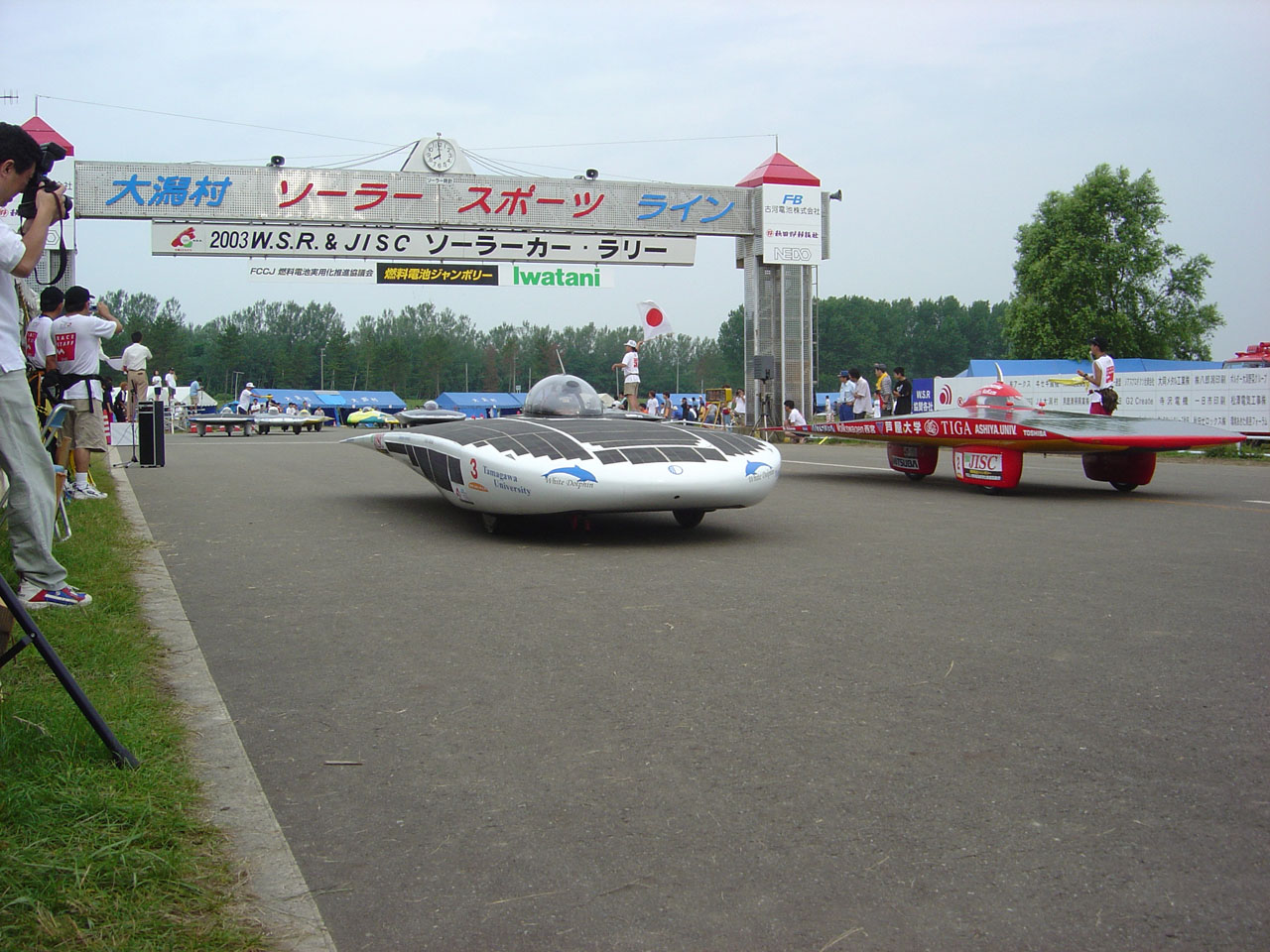
ソーラースポーツラインで開催されるソーラーカー大会（2003年）

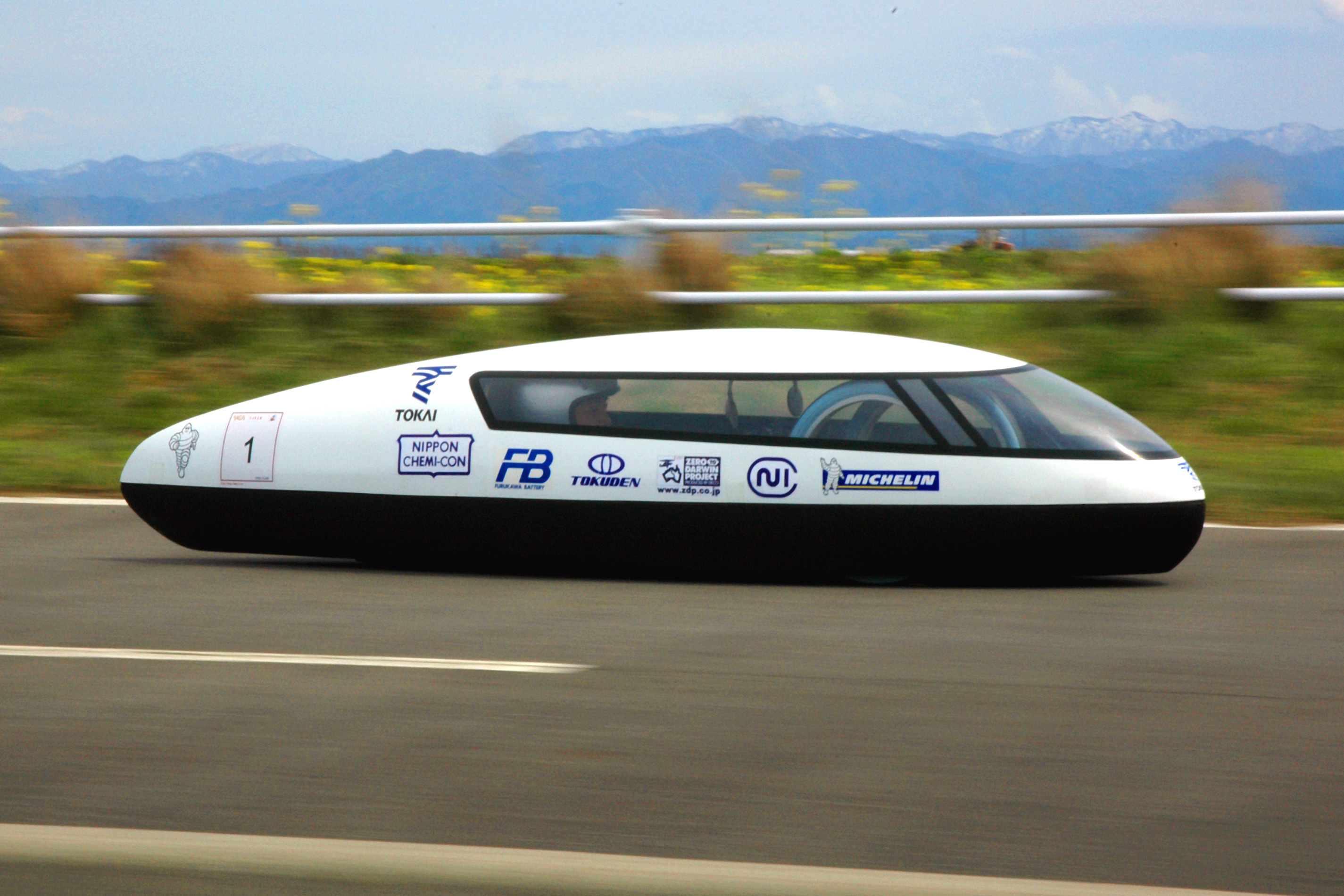
ソーラースポーツラインで開催されるワールド・エコノ・ムーブ大会（2005年）

ソーラースポーツラインとは、秋田県南秋田郡大潟村にある、次世代電池自動車専用道路である。

## 概略
1994年（平成6年）に完成した。
大潟村の東側に男鹿市船越地区側を起点として、八郎潟町よりまでの全長約31kmの区間に、一般道路（主要地方道など）とは別にほぼ縦に伸びて道路が作られている。所々、路面状態が思わしくないところもあるが、毎年5月と8月に公式大会がある。
国際ソーラーカー連盟が公認する唯一のコースとなっているが、ソーラーカーをはじめとする省エネルギー車以外の走行も申込み可能で、ライダーズクラブのミーティングやビデオ撮影などでも使用される。

## コースの概要
コースは全線片側2車線で、一般公道との交差部はすべて立体交差となっている。
コースの両端部はスプーンカーブとなっている他、立体交差部分を除くとほぼ全線に渡り平坦かつ直線となっている。
2003年（平成15年）より北部排水機場の工事に伴い北側の折り返しのスプーンカーブが撤去され、現在では北の橋手前で折り返す全長25kmのコースとして使用されることが多い。

## 開催される大会
- ワールド・エコノ・ムーブ
- ワールド・ソーラーバイシクル・レース
- ワールド・ソーラーカー・ラリー
- 全日本学生ソーラー＆FCカーチャンピオンシップ
- 全日本選手権個人タイムトライアル・ロードレース
- この他、ローラースキーや駅伝大会などが開催された他、秋田わか杉国体では、コースに並行する中央排水路でボート競技が開かれた。